# René Müller (1974)
René Müller (Minden, 19 maggio 1974) è un allenatore di calcio ed ex calciatore tedesco di ruolo attaccante, tecnico dell'Arminia Bielefeld II.